# Anel paradrômico
Anel paradrômico é o espaço topológico em anel produzido pelo corte em uma fita (ou faixa) na qual tenha sido dada m e meia torções e sido reatadas em fitas iguais. O corte de uma fita de Möbius, dando-lhe voltas adicionais, e o reconectar de suas extremidades produzirá anéis paradrômicos.
Resultados os mais diversos sobre cortes e novas torções são apresentados seguidamente neste tipo de deformação de superfícies, em literatura sobre matemática e no seu campo específico, a topologia. Até construções artísticas são apresentadas com base nestes objetos, como nos trabalhos de David Muson. Estes objetos geométricos são foco de estudo no comportamento modelar de compostos orgânicos e sua aromaticidade, em especial, a chamada "aromaticidade de Möbius".